# Vincenzo Danti
Vincenzo Danti (1530–1576. május 26.) itáliai szobrász, aki Perugiából származott.
Apja építész és aranyműves volt, és Danti is érdeklődést mutatott a rajzolás és az aranyművesség felé. 1545-ben Rómába ment építészetet tanulni, és 1553-ban elkészíthette III. Gyula pápa szobrát, ami a perugiai dóm előtt áll. 1557-ben Firenzébe ment, ahol elkészített egy Mózest ábrázoló bronz reliefet, amin Donatello hatása érződik. A mű nincs teljesen kidolgozva. 1560-ban versenybe szállt a Piazza della Signoriára készülő Neptun-szobor elkészítéséért, ahol Bartolommeo Ammannati és Cellini voltak a vetélytársai.
1567-ben elkezdett írni egy könyvet az építészetről. Bár 15 kötetesre tervezte, csak egy készült el belőle. 1569 és 1571 között készítette el főművét, a Szent János-keresztelőkápolna déli kapuja fölötti Keresztelő Szent János lefejezése című háromalakos szoborcsoportot.
1568-72-ben Michelangelót utánozva (korabeli embereket antik öltözetben ábrázolt) elkészítette I. Cosimo nagyherceg szobrát Augustusként. A szobor az Uffiziba került, amíg ki nem cserélték egy Giambologna-szoborra.
Danti 1575-ben visszatért Perugiába és a következő évben ott is halt meg.

## Fordítás
Ez a szócikk részben vagy egészben  a   Vincenzo Danti című angol Wikipédia-szócikk ezen változatának fordításán alapul.  Az eredeti cikk szerkesztőit annak laptörténete sorolja fel. Ez a jelzés csupán a megfogalmazás eredetét és a szerzői jogokat jelzi, nem szolgál a cikkben szereplő információk forrásmegjelöléseként.